# Борис Георгиев (р. 1982)
Вижте пояснителната страница за други личности с името Борис Георгиев.
Борис Методиев Георгиев, известен зад граница също като Боби Джордж, е български боксьор – аматьор (европейски шампион и бронзов олимпийски медалист) и професионалист.

## Биография
Роден е на 5 декември 1982 година в София Израства в семейството на хамалин и шивачка в столичния квартал „Факултета“. Като дете е забелязан от треньора Митко Георгиев и започва да тренира бокс в „Славия“.

### Аматьор
Борис Георгиев е двукратен носител на купа „Странджа“ (2001 и 2006). През 2006 година става европейски шампион по бокс за аматьори, а през 2000 и 2002 година спечелва сребърно отличие в същото състезание. През 2004 година постига най-големия успех в кариерата си, когато спечелва бронзов медал в категория до 64 kg на олимпийските игри в Атина.

### Професионалист
През 2009 година придобива професионален статут и заминава за Великобритания. На професионалния ринг се подвизава с прозвището Боби Джордж, което е англицизирана версия на рождените му имена. Като професионален боксьор изиграва 7 срещи, в които постига 7 победи, включително 3 с технически нокаут.